# 魏荔彤
魏荔彤（？—？），河北柏乡人，清朝政治人物。
魏荔彤曾于康熙四十九年(1710年)接替赵完璧任漳州府知府一职，康熙五十六年(1717年)由李秉衡接任。